# Robbie Lawler
Robbie Lawler, właśc. Robert Glen Lawler (ur. 20 marca 1982 w San Diego) – amerykański zawodnik mieszanych sztuk walki (MMA), znany z nokautującego ciosu, mistrz EliteXC w wadze średniej (2007–2008) oraz UFC w wadze półśredniej (2014–2016).

## Kariera MMA
Lawler od 10 roku życia trenował sporty walki, najpierw boks, a następnie karate. W wieku 16 lat rozpoczął treningi pod okiem byłego mistrza UFC Pata Mileticha. W 2001 roku zadebiutował w MMA na lokalnej gali Extreme Challenge. Lawler zwyciężył, nokautując rywala w 1. rundzie. Kolejne trzy walki również wygrywał, wszystkie przez nokaut.

### UFC
W 2002 roku związał się z UFC. Jego debiut w organizacji przypadł na 10 maja, rywalem był Aaron Riley, mający w momencie walki ponad 20 zawodowych walk na koncie. Robbie wygrał pojedynek, wypunktowując rywala w pełnym wymiarze czasowym. Następne pojedynki kończył efektownymi nokautami – najpierw 22 czerwca pokonując Steve'a Bergera, a następnie Tiki Ghosna, 22 listopada.
Rok 2003 przyniósł pierwszą zawodową porażkę. Lawler musiał poddać walkę z powodu kontuzji stopy, której nabawił się w 2. rundzie pojedynku. Porażkę odbił sobie jeszcze w tym samym roku, w listopadzie pokonując Chrisa Lytla na punkty.
Następny rok również pechowo się rozpoczął dla Lawlera, w kwietniu na UFC 47 został brutalnie znokautowany przez Nicka Diaza. Po tej porażce postanowił zmienić kategorię na wyższą, czyli –84 kg. W nowej wadze zmierzył się pod koniec roku z Evanem Tannerem, który poddał Lawlera duszeniem trójkątnym. W związku z dwoma porażkami z rzędu, został zwolniony z UFC.

### Walki na Hawajach
Po zwolnieniu bił się na mniejszych galach, m.in. King of the Cage czy hawajskich Icon Sport i Superbrawl, gdzie zdobywał tamtejsze tytuły mistrzowskie w starciach z Falaniko Vitale z którym wygrywał dwukrotnie przez nokaut. Tytuł federacji Icon Sport stracił w pierwszej obronie 2 września 2006 roku na rzecz Jasona Millera, który go poddał duszeniem. 21 października 2006 zaliczył jednorazowy występ w PRIDE FC, która organizowała swoją pierwszą galę w USA. Lawler efektownie znokautował ciosem kolanem z wyskoku Joeya Villaseñora w 22 sekundzie pojedynku. Na początku 2007 roku zanotował zwycięstwo na International Fight League, nokautując Eduardo Pamplona w trzeciej rundzie. 31 marca 2007 wrócił na Hawaje, by ponownie zdobyć pas federacji Icon Sport. Rywalem Lawlera w starciu o pas był Frank Trigg. Lawler ostatecznie zwyciężył przez ciężki nokaut w 4. rundzie mistrzowskiego boju. Pasa jednak nie zdążył obronić, gdyż w związku z przedłużającymi się problemami zdrowotnymi w lutym 2008 został mu odebrany. W 2007 roku związał się z Elite Xtreme Combat, organizacją należącą wraz z Icon Sport do spółki ProElite, Inc.

### Elite XC
15 września 2007 zmierzył się z wieloletnim zawodnikiem m.in. PRIDE FC Murilo Ruą. Stawką pojedynku był pas EliteXC w wadze średniej. Faworyzowany Brazylijczyk uległ jednak Lawlerowi, który go znokautował w 3. rundzie i sensacyjnie odebrał pas. Pierwszą obronę zdobytego pasa stoczył 31 maja 2008 przeciwko Scottowi Smithowi. Lawler w 3. rundzie przypadkowo wsadził palec do oka rywalowi, który nie mógł kontynuować walki. Pojedynek uznano za no contest, a Lawler zachował pas. Do rewanżu doszło dwa miesiące później. Tym razem Lawler pokonał rywala w 2. rundzie po kopnięciu w korpus i ciosach pięściami, broniąc tym samym pasa mistrzowskiego.

### Strikeforce
Pod koniec 2008 roku EliteXC popadło w ogromne długi. Kontrakt Lawlera, jak i kilku czołowych zawodników został wykupiony przez wieloletniego współorganizatora gal EliteXC – Strikeforce. Pierwszą walkę w nowej organizacji stoczył w czerwcu 2009 ulegając Jake'owi Shieldsowi przez poddanie w umówionym limicie 182 funtów. 30 stycznia 2010 zmierzył się z Holenderskim kickbokserem Melvinem Manhoefem. Amerykanin, będąc od początku walki nieustannie okopywanym niskimi kopnięciami w 3 minucie, nagle wystrzelił prawym sierpowym natychmiast nokautując Holendra. Wiele branżowych portali MMA uznało zwycięstwo Lawlera jako "nokaut roku 2010". W czerwcu uległ w kolejnej walce w umówionym limicie wagowym Renato Sobralowi na punkty. Rok zamknął efektownym zwycięstwem nad medalistą olimpijskim z zapasów Mattem Lindlandem, którego ciężko znokautował na początku 1. rundy. Po tej walce dostał szansę stoczenia walki o tytuł, którego posiadaczem był Ronaldo Souza.
Do walki doszło na początku 2011 roku. Lawler, mający duże braki w brazylijskim jiu–jitsu, ostatecznie uległ Souzie w 3. rundzie przez duszenie. Następną walkę również przegrał, tym razem z zapaśnikiem Timem Kennedym, który wypunktował Lawlera sprowadzeniami i kontrolą walki na ziemi. Po dwóch przegranych z rzędu notowania Lawlera w organizacji spadły. W 2012 na odbudowę otrzymał mało znanego, pochodzącego z Czeczenii Rosjanina Adłana Amagowa, którego pokonał przez TKO. Po wygranej z Amagowem, zestawiono go w lipcu z zawodnikiem o podobnym stylu walki co Lawler, bijącym się głównie w stójce Lorenzem Larkinem. Lawler jednak nie sprostał rywalowi, przegrywając z nim na punkty.

### Powrót do UFC
Wcześniej, bo w 2011 roku Strikeforce został wykupiony przez Zuffa – właściciela UFC. Dopiero w 2013 roku właściciele korporacji podjęli decyzję o rozwiązaniu organizacji i przeniesieniu części zawodników pod kontraktem Strikeforce do UFC w tym, ku zaskoczeniu wielu komentatorów, również Lawlera. Nowy kontrakt obowiązywał na walki w limicie do 77 kg (waga półśrednia).
Lawler po prawie 8 latach ponownie stanął w oktagonie UFC. Jego pierwsza walka miała miejsce 23 lutego 2013 został w niej zestawiony z byłym pretendentem do pasa mistrzowskiego, Joshem Koscheckiem. Stawiany przez wszystkich na straconej pozycji, Lawler sensacyjnie znokautował Koschecka w 1. rundzie. Kolejną walkę stoczył 27 lipca na UFC on Fox, gdzie znokautował wysokim kopnięciem Bobby'ego Voelkera na początku 2. rundy. W listopadzie tego samego roku zmierzył się z Kanadyjczykiem Rorym MacDonaldem. Kanadyjczyk w mediach był kreowany na następcę swojego rodaka, wieloletniego mistrza wagi półśredniej Georges'a St–Pierre'a. Lawler miał być łatwą przeprawą dla MacDonalda, jednak ku zdziwieniu kibiców oraz komentatorów, Lawler wygrał niejednogłośnie na punkty z Kanadyjczykiem, który w czasie pojedynku był lepszy boksersko, m.in. posyłając na deski rywala. Po serii trzech wygranych z rzędu, faktu iż Georges St–Pierre zwakował tytuł mistrzowski pod koniec 2013 roku oraz pokonaniu naturalnego pretendenta do pasa w postaci MacDonalda, prezydent UFC Dana White ogłosił, że to Lawler zmierzy się o zwakowany pas z Johnym Hendricksem na gali UFC 171.
Do walki doszło 15 marca 2014. Początkowo walka przebiegała po myśli Hendricksa który punktował Lawlera krótkimi ciosami oraz niskimi kopnięciami. W trzeciej rundzie rolę się odwróciły gdy Lawler trafił ciosem podbródkowym który poważnie naruszył Hendricksa. Do końca rundy Lawler rozbijał rywala ciosami. Runda czwarta wyglądała podobnie co poprzednia, atakujący Robbie kombinacjami ciosów obijał Hendricksa, który tylko się bronił. Piąta odsłona należała do Hendricksa, który najpierw zranił Lawlera lewym sierpowym, a następnie udanie obalił go, kontrolując walkę na ziemi już do końca pojedynku. Sędziowie ogłosili minimalne zwycięstwo Hendricksa (punktacja: 48-47, 48-47, 48-47) gdzie 5. runda okazała się decydująca gdyż po czterech rundach był remis.
Niespełna dwa miesiące później, 24 maja stoczył pojedynek z równie mocno bijącym Jakem Ellenbergerem. Lawler od początku narzucił swoje tempo pojedynku, punktując kombinacjami kickbokserskimi rywala. W ostatniej 3. rundzie Ellengerber naruszył Lawlera w jednej z wymian lecz ten szybko doszedł do siebie i sam zaatakował, najpierw trafiając serią ciosów przy siatce, a później dobijając rywala silnym ciosem kolanem które trafiło centralnie w twarz.
6 grudnia 2014 w rewanżowym pojedynku z obrońcą tytułu Hendrickem okazał się lepszy i odebrał mu pas, wygrywając z nim na punkty (niejednogłośną decyzja 48-47, 47-48, 49-49) i zostając mistrzem w kat. do 77 kg. 11 lipca 2015 w swojej pierwszej obronie pasa mistrzowskiego pokonał przez TKO w 5. rundzie w rewanżu Rory'ego MacDonalda. 2 stycznia 2016, Robbie Lawler pokonał Carlosa Condita przez niejednogłośną decyzję sędziowską (48-47, 47-48, 48-47) broniąc pasa UFC w wadze półśredniej.
30 lipca 2016 w swojej trzeciej obronie pasa, został znokautowany przez swojego klubowego kolegę Tyrona Woodleya w 1. rundzie, tracąc tym samym mistrzowski tytuł.
Po roku nieaktywności, 29 lipca 2017 na UFC 214 zmierzył się z Donaldem Cerrone, którego pokonał jednogłośnie na punkty. 16 grudnia 2017 podczas UFC on FOX 26 przegrał z Brazylijczykiem Rafaelem dos Anjosem jednogłośną decyzją sędziów. Po czternastu miesiącach przerwy spowodowanej głównie kontuzją 2 marca 2019 zmierzył się z nowo zakontraktowanym Benem Askrenem, z którym przegrał w pierwszej rundzie (3:20) przez techniczne poddanie wskutek duszenia.
8 lipca 2023 w pojedynku wieńczącym kartę wstępną gali UFC 290 błyskawicznie znokautował Niko Price'a. Była to jego ostatnia walka w karierze.
Podczas transmisji gali UFC 313 w marcu 2025 ogłoszono, że z Lawler ostanie oficjalnie włączony do Galerii Sław UFC podczas Międzynarodowego Tygodnia Walk pod koniec czerwca w Las Vegas.

## Osiągnięcia i wyróżnienia

### Mieszane sztuki walki
- 2005: mistrz Superbrawl w wadze średniej
- 2006, 2007: mistrz Icon Sport w wadze średniej
- 2007–2008: mistrz EliteXC w wadze średniej
- 2014–2016: mistrz UFC w wadze półśredniej

- Ultimate Fighting Championship
  - Zawodnik roku: 2014[32]
  - Walka roku: 2015[33]
- Sherdog.com
  - Nokaut roku: 2010 (przeciwko Melvinowi Manhoefowi[34])
  - Powrót roku: 2013
  - Zawodnik roku: 2014
  - Walka roku: 2014, 2015, 2016
- World MMA Awards
  - Zawodnik roku: 2014[35]
  - Walka roku: 2015 (przeciwko Rory'emu MacDonaldowi)
- Wrestling Observer Newsletter
  - Walka roku: 2014, 2015, 2016